# أليكس هنريكي جوزيه
أليكس هنريكي جوزيه (20 مارس 1985 في ساو باولو في البرازيل – )؛ هو لاعب كرة قدم سابق كان يلعب كلاعب وسط.

## وصلات خارجية
- أليكس هنريكي جوزيه على موقع رابطة كرة القدم اليابانية للمحترفين (اليابانية)
- أليكس هنريكي جوزيه على موقع قاعدة بيانات كرة القدم.إي يو (الإنجليزية)
- أليكس هنريكي جوزيه على موقع Soccerway.com (الإنجليزية)
- أليكس هنريكي جوزيه على موقع عالم كرة القدم.نت (الإنجليزية)